# Slavkov u Brna
Slavkov u Brna (in tedesco Austerlitz) è un comune ceco della Moravia, con status di città, di 6 456 abitanti.

## Geografia fisica
Slavkov si trova a circa 20 km a est di Brno nei pressi della strada che porta a Ostrava, e a circa 100 km a ovest del confine polacco.

## Storia
All'origine si chiamava Neusedlitz (Novosedlice), citata nel XIII secolo dal cronista Cosma da Praga, quando la città apparteneva già all'Ordine teutonico, che vi costituì una commenda e vi eresse una fortezza, i cui resti sono ancora visibili nella volta delle cantine del castello. Nel 1213 vengono citate le chiese di Santa Maria e di San Giacomo. Nel 1237 il re Venceslao I di Boemia ne confermò la proprietà all'Ordine Teutonico; si suppone che egli abbia incaricato l'Ordine di erigervi una città. Il re Venceslao IV concesse alla città uno stemma e un sigillo. Poiché Austerlitz sostenne i cattolici nella crociata hussita, finì col diventare pegno per diversi nobili, cui appartenevano anche i signori della stirpe boema degli Sternberg.
Nel 1509 la signoria di Austerlitz passò alla stirpe dei Kaunitz, che la tenne per qualche secolo. La tolleranza religiosa della città contribuì nel XVI secolo al suo sviluppo economico e culturale. Dal 1528 vi si stabilirono gli anabattisti (hutteriti), che erano stati cacciati dal Tirolo. Nel 1535 circa 80 anabattisti provenienti dalla boema Krumau trovarono rifugio ad Austerlitz. Il 2 dicembre 1805, durante la guerra della terza coalizione, Slavkov u Brna è stata teatro della famosa battaglia di Austerlitz, che vide una delle vittorie più brillanti di Napoleone.

## Monumenti e luoghi d'interesse
- Municipio, eretto nel 1592 in stile rinascimentale.
- Chiesa dell'Ascensione di Cristo, nella piazza principale della città, eretta tra il 1786 e il 1789 a cura dell'architetto viennese Johann Ferdinand Hetzendorf von Hohenberg.
- Chiesa di San Giovanni Battista, presso il cimitero, ospita le spoglie della famiglia von Kaunitz, tra cui anche quelle del diplomatico Wenzel Anton von Kaunitz-Rietberg.
- Cappella di Sant'Urbano, del 1712, fortemente danneggiata durante la battaglia di Austerlitz e ricostruita negli anni 1858–1861.
- Quartiere ebraico, esistente dal 1343, del quale sono ancora presenti la Sinagoga del 1858, la scuola primaria ebraica e il cimitero.
- Piramide della pace, sita nel vicino comune di Prace, dedicata alla battaglia di Austerlitz.

### Il castello di Slavkov
Il Castello di Slavkov-Austerlitz (o Palazzo Kaunitz) sorge sul sito di un precedente edificio rinascimentale. Nell'anno 1690 i Kounic (Kaunitz) del ramo di Moravia iniziarono a costruire un complesso barocco, sotto la direzione dell'architetto italiano Domenico Martinelli. 
Nella sala maggiore fu redatto il testo dell'armistizio tra Francia e Potenze Centrali, dopo la battaglia di Austerlitz, il 6 dicembre 1805. Un'esposizione permanente commemora la battaglia di Napoleone contro le forze della Terza coalizione.
Le collezioni del castello comprendono una importante pinacoteca con opere di Hyacinthe Rigaud, Heinrich Friedrich Füger e altri, e una galleria di opere scultoree.

## Amministrazione

### Gemellaggi
- Sławków
- Horn
- Austerlitz (Paesi Bassi)
- Darney

## Galleria d'immagini

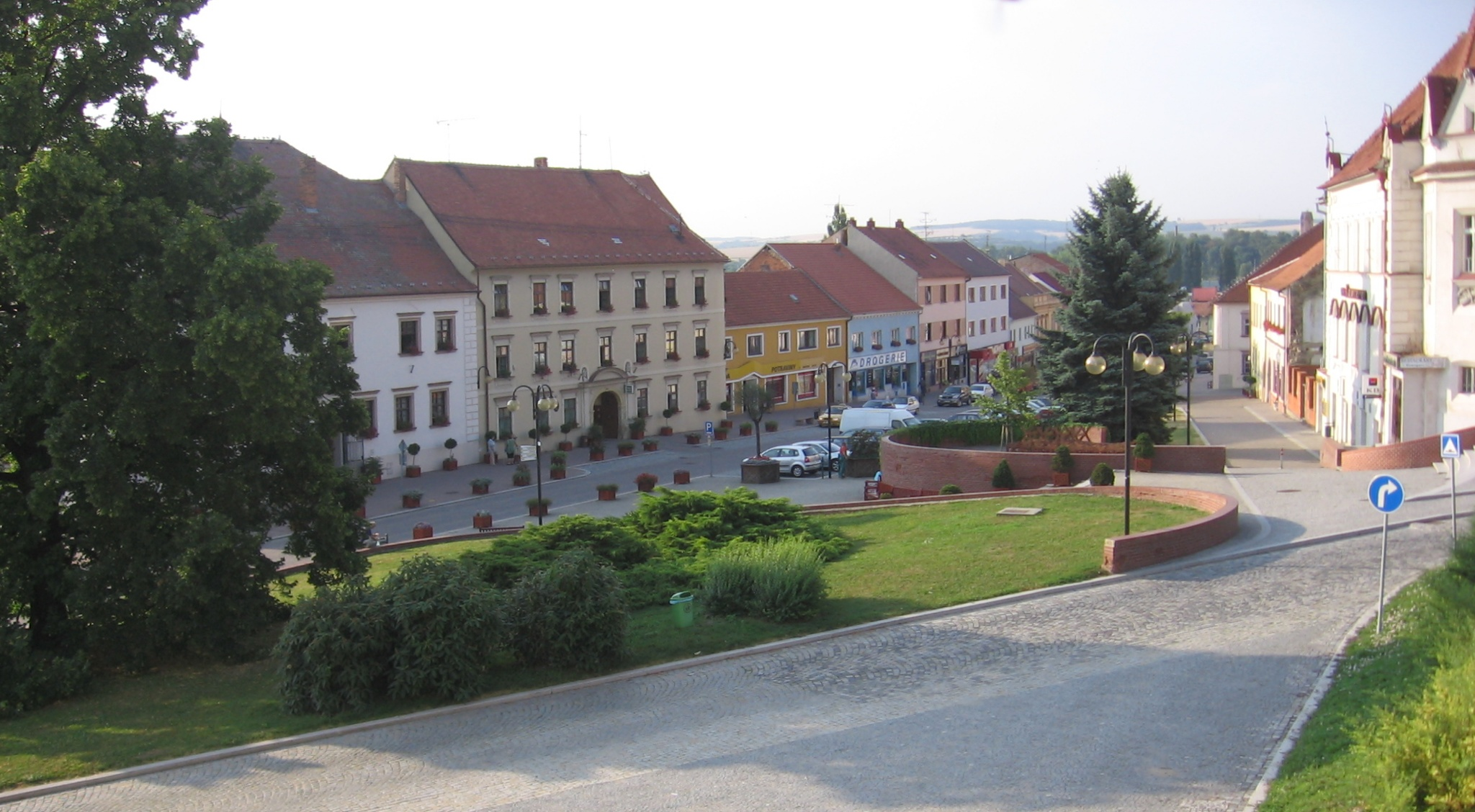
Centro cittadino
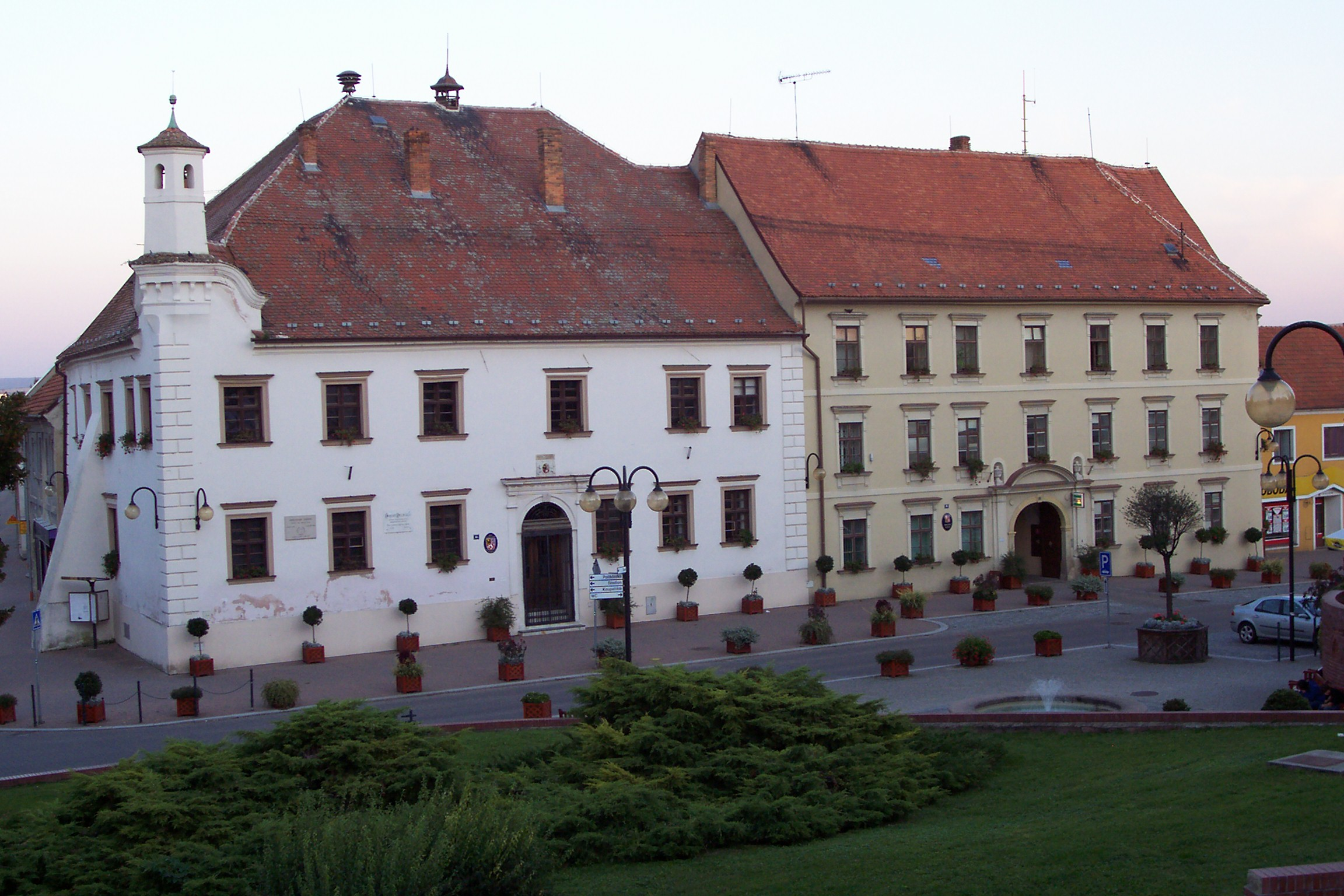
Municipio
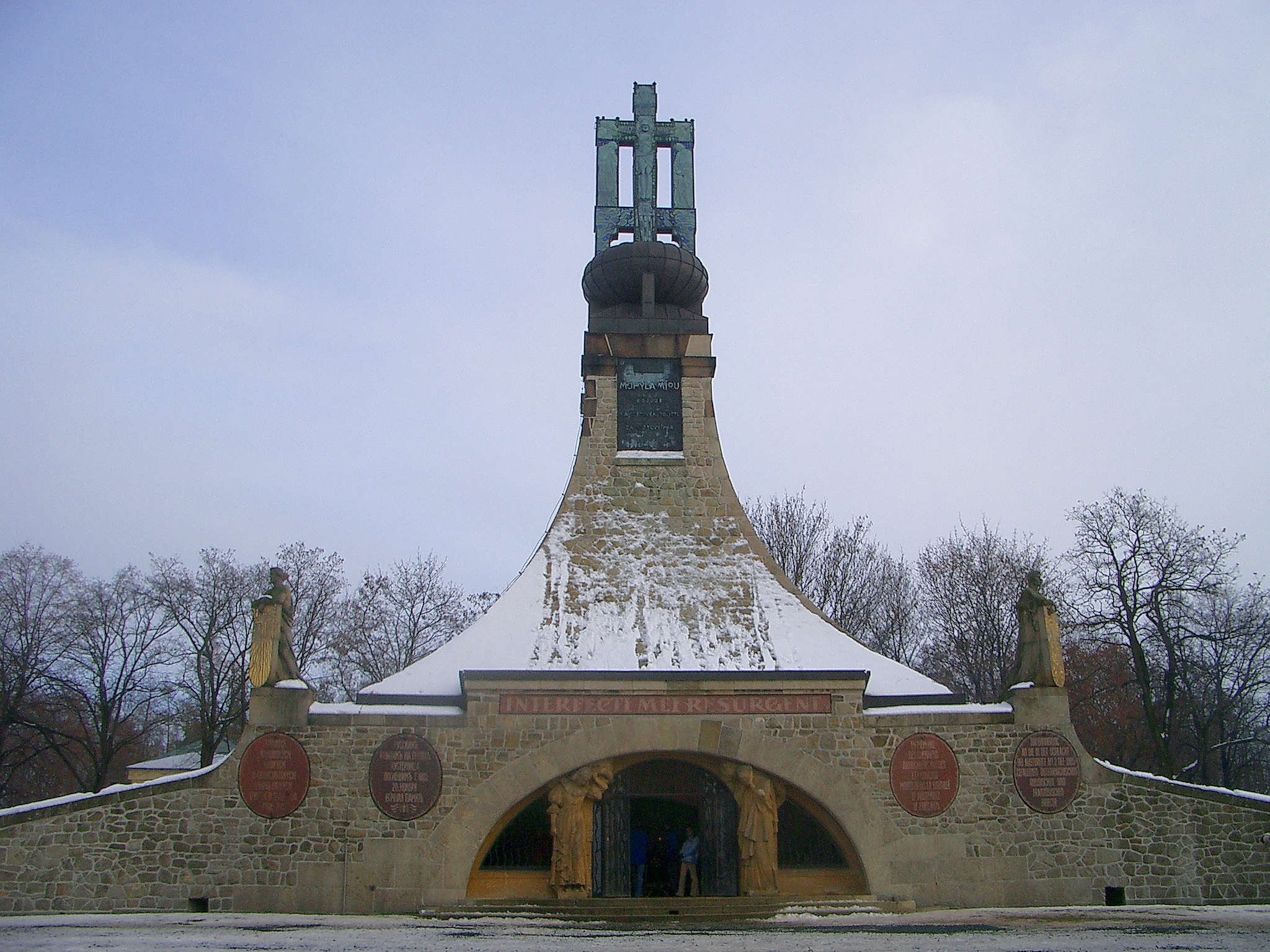
Monumento alla battaglia di Austerlitz
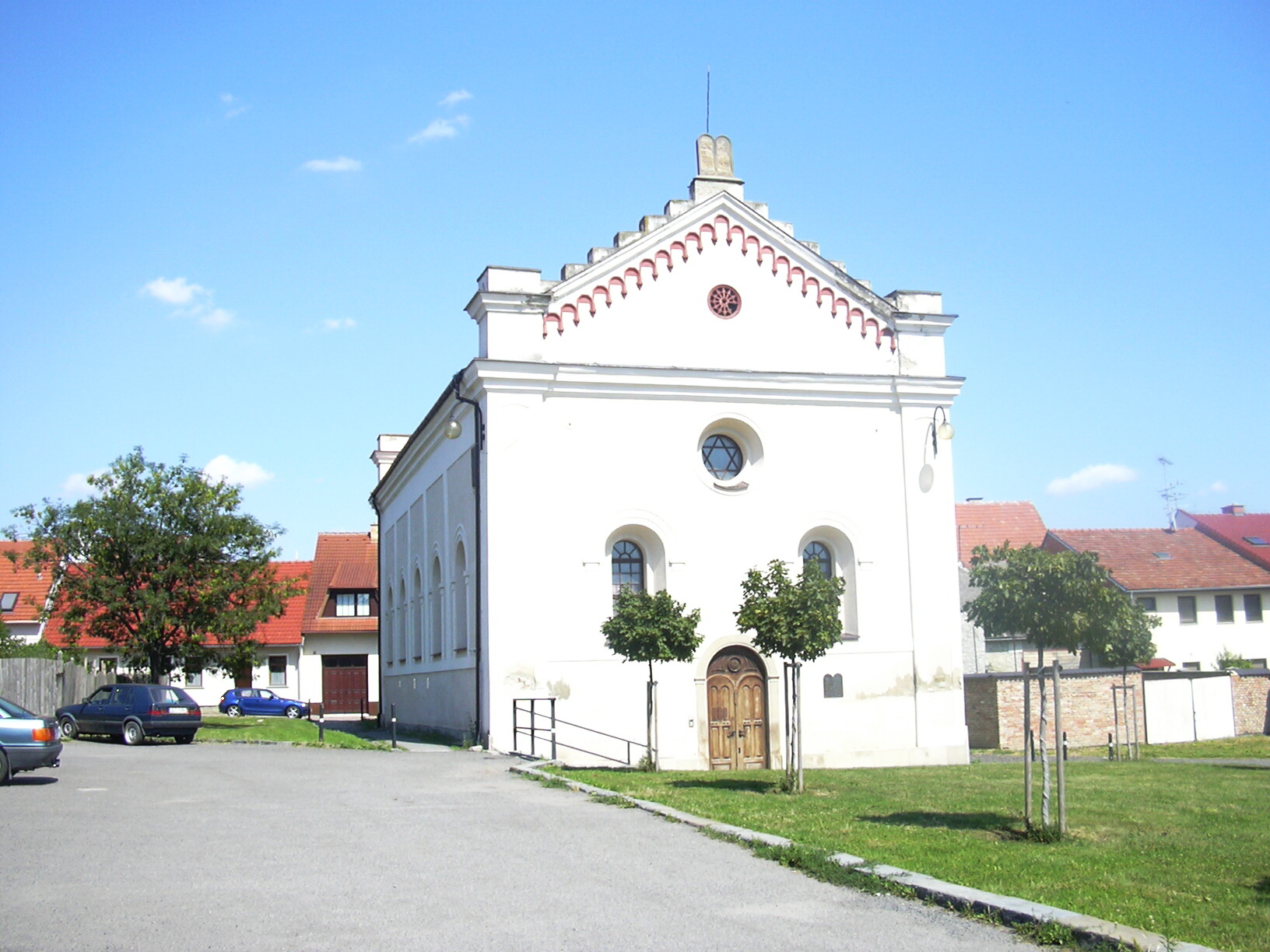
Sinagoga
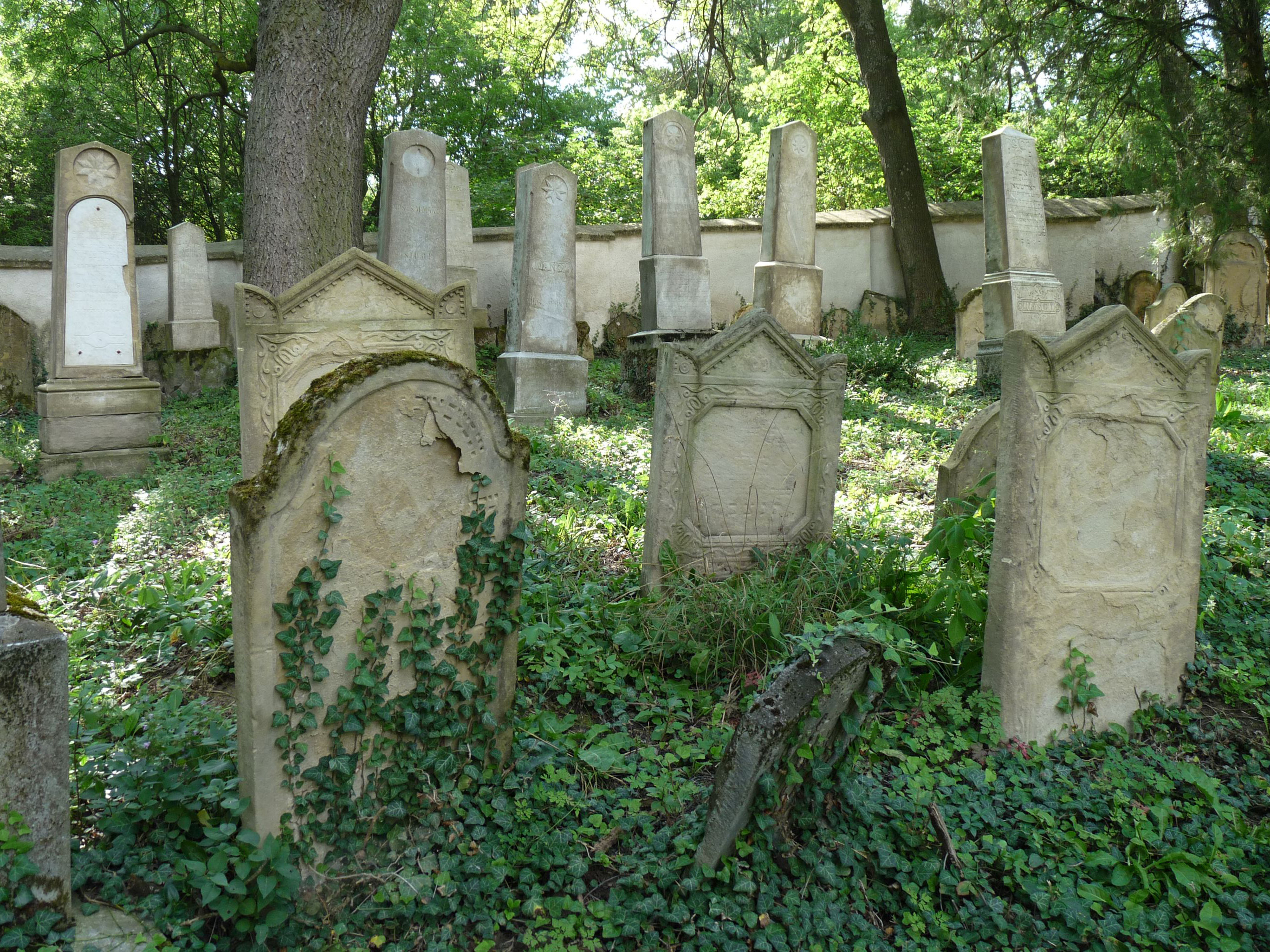
Cimitero ebraico

### Castello

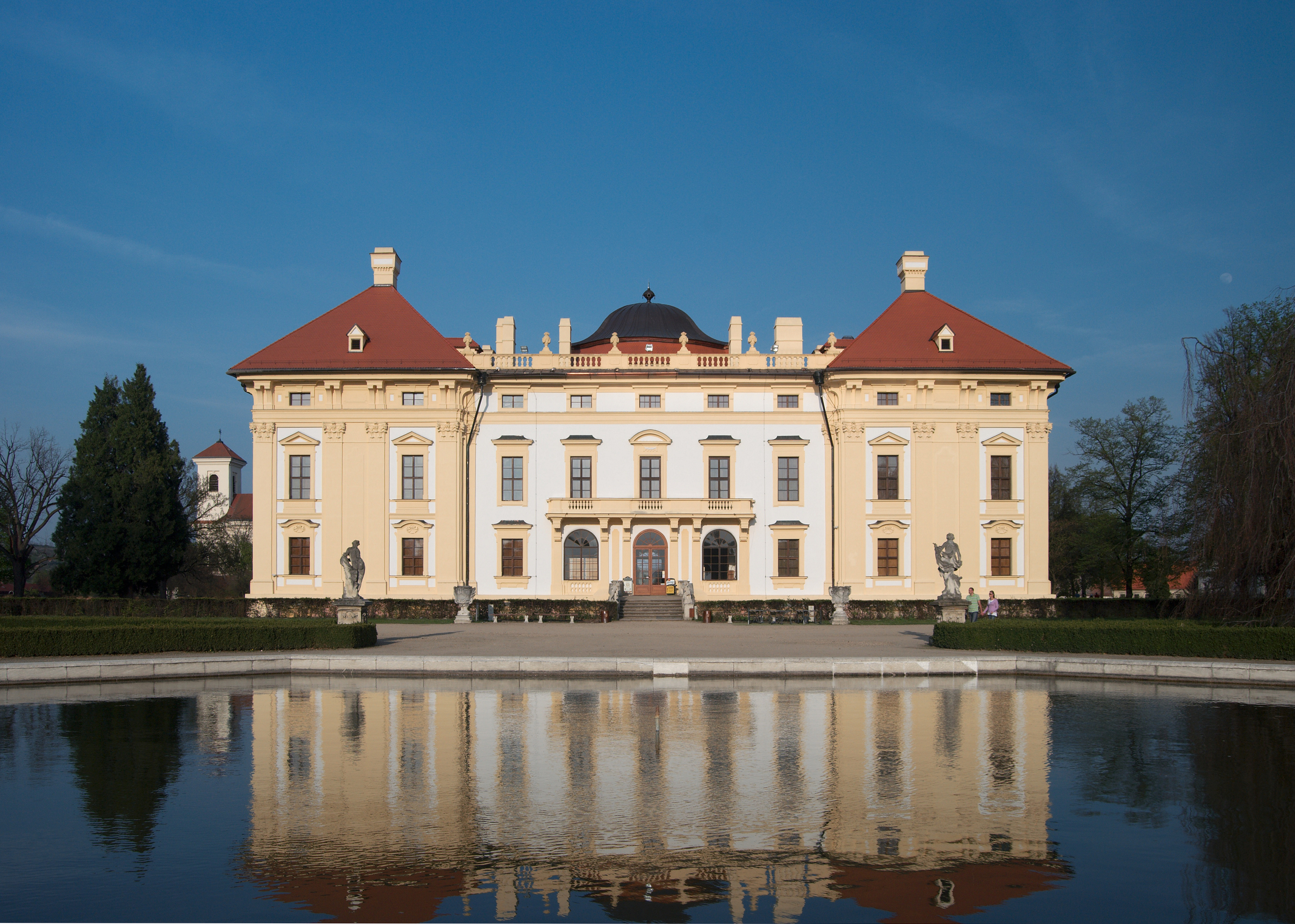
Facciata verso i giardini
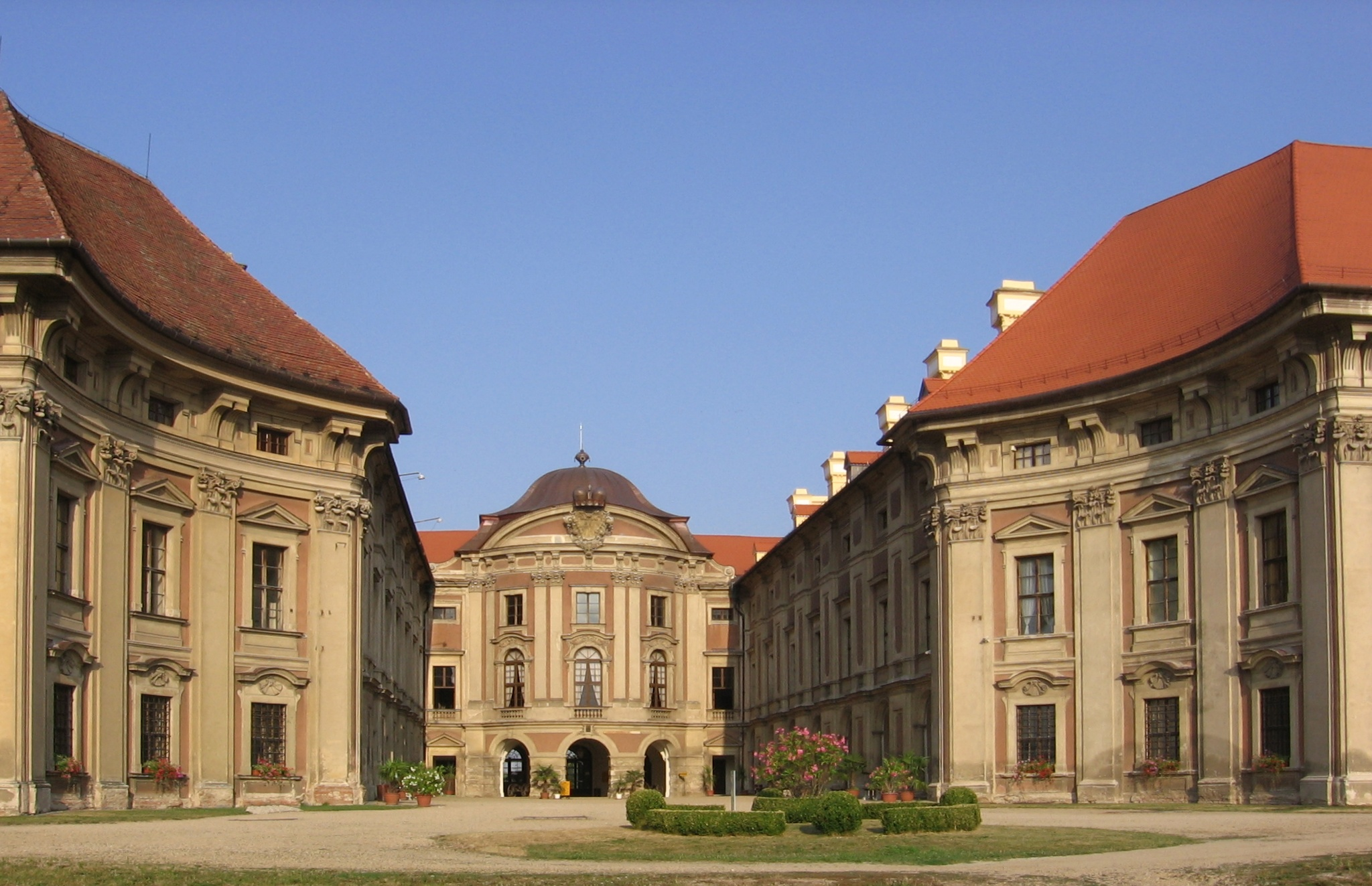
Corte interna
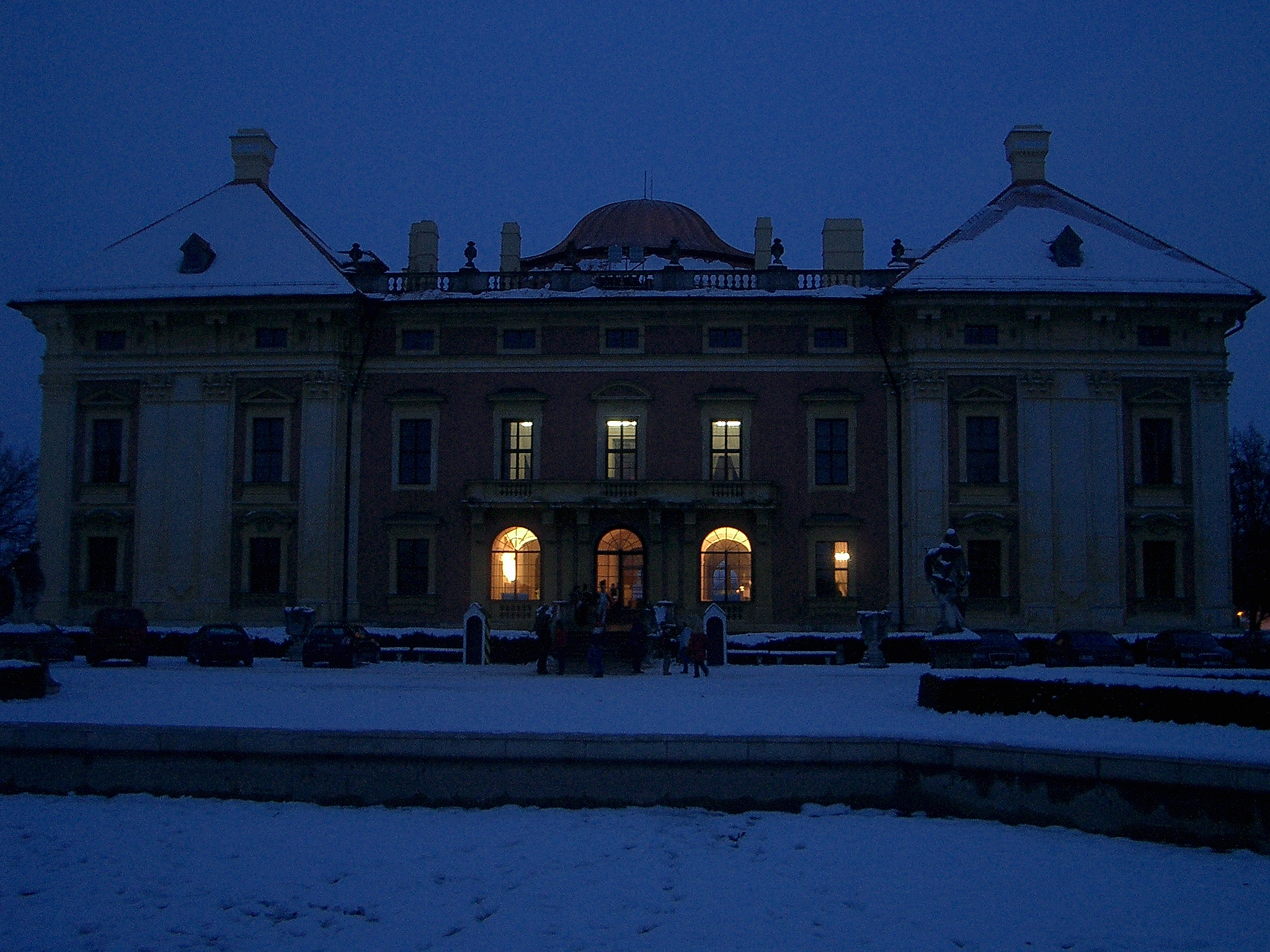
Veduta notturna dal parco